# Asia Rugby Championship 2016
L’Asia Rugby Championship 2016 (in inglese 2016 Asia Rugby Championship) fu la 2ª edizione dell'Asia Rugby Championship organizzato da Asia Rugby, nonché in assoluto il 29º campionato asiatico di rugby a 15.
La sua divisione maggiore, il Top Three, si tenne a girone unico tra le tre migliori nazionali del continente, nell'ordine Giappone, Hong Kong e Corea del Sud, e fu vinta dai nipponici che, nella circostanza, si laurearono campioni asiatici per la ventiquattresima volta.
Le divisioni 1 e 2 della competizione fecero parte del sistema di qualificazioni asiatiche alla Coppa del Mondo 2019: già qualificato il Giappone come Paese organizzatore di tale edizione del mondiale, il torneo dovette esprimere una squadra ulteriore da contrapporre alla migliore tra le oceaniane non qualificate direttamente per l'accesso diretto o, in subordine, ai ripescaggi da disputarsi in Europa a fine 2018.
La divisione 1 fu vinta da Malaysia, mentre l'ultima classificata, Singapore, fu rimpiazzata dagli Emirati Arabi Uniti vincitori della divisione 2.
La divisione 3 si tenne su base regionale e non comportò promozioni in divisione 2.

## Squadre partecipanti
| Top Three     | Divisione 1 | Divisione 2         | Divisione 3   | Divisione 3         | Divisione 3            |
| Top Three     | Divisione 1 | Divisione 2         | Divisione Est | Divisione Ovest     | Divisione Centro-Ovest |
| ------------- | ----------- | ------------------- | ------------- | ------------------- | ---------------------- |
| Corea del Sud | Filippine   | Emirati Arabi Uniti | Indonesia     | Arabia Saudita      | Iran                   |
| Giappone      | Malaysia    | Guam                | Laos          | Emirati Arabi Uniti | Libano                 |
| Hong Kong     | Singapore   | Thailandia          |               | Giordania           | Qatar                  |
|               | Sri Lanka   | Uzbekistan          |               |                     |                        |

## Top Three
| Arbitro: | Patrick Kwok |

| |    |  |
| Yamashita 2’, 5’, 27’ Kodama 11’, 31’, 43’, 71’, 78’ Yamanaka 21’ Uchida 40+1’ Nakamura 51’ Tatafu 80+1’ Moeakiola 80+3’ | mt |  |
| Yamanaka 5’, 11’, 21’, 27’, 31’, 40+1’, 51’ Nakamura 71’, 80+1’, 80+3’                                                   | tr |  |

| Arbitro: | Tatu Otsuki |

|            |      |                                                             |
|            | mt   | 4’ Kin 11’ Uchida 22’ Kodama 54’ Nakamura 63’, 76’ Yamamoto |
|            | tr   | 4’, 22’, 54’, 63’ Yamanaka                                  |
| Rimene 15’ | c.p. |                                                             |

| Arbitro: | Matt Rodden |

|                                |      |                                     |
| Jang 9’ Kim 38’ Lee 63’ Na 70’ | mt   | 3’, 50’ McQueen 56’ Hood 77’ Rimene |
| Lee 38’, 63’                   | tr   | 3’, 50’, 56’, 77’ Rimene            |
| Lee 47’                        | c.p. | 13’, 19’ Rimene                     |

| Arbitro: | Tim Baker |

|       |      | |
|       | mt   | 6’, 50’ Sakate 13’ Uchida 24’ tecnica 27’, 33’ Yamanaka 54’ Kodama 62’ Kotaki 74’ Yasuda 80+1’ Yamashita |
|       | tr   | 24’, 80+1’ Nakamura 33’, 50’, 62’ Yamanaka                                                               |
| Oh 3’ | c.p. | |

| Arbitro: | Tim Baker |

|                                                                                         |      |                              |
| Kotaki 25’ Ishibashi 29’, 48’ Moeakiola 36’, 60’ Yamamoto 41’ Ishibashi 54’ tecnica 73’ | mt   | 20’ Griffiths 45’ Cunningham |
| Nakamura 25’, 29’, 36’, 41’, 48’, 54’, 60’                                              | tr   | 20’, 45’ Rimene              |
| Nakamura 40+2’                                                                          | c.p. | 14’ Rimene                   |

| Arbitro: | Nori Hashimoto |

|                                                    |      |                |
| Rimene 11’ Fenn 30’ Meacheam 40’, 48’ Robinson 80’ | mt   | 6’ Lee 27’ Kim |
| Rimene 11’, 30’, 40’, 48’, 80’                     | tr   | 6’ Lee         |
| Rimene 22’, 70’                                    | c.p. | 36’ Lee        |

### Classifica
|  | Squadra       | G | V | N | P | P+  | P-  | P±   | B | PT |
|  | ------------- | - | - | - | - | --- | --- | ---- | - | -- |
|  | Giappone      | 4 | 4 | 0 | 0 | 242 | 23  | +219 | 4 | 20 |
|  | Hong Kong     | 4 | 2 | 0 | 2 | 95  | 139 | -44  | 2 | 10 |
|  | Corea del Sud | 4 | 0 | 0 | 4 | 45  | 220 | -175 | 2 | 2  |

## Divisione 1
| Data           | Incontro              | Risultato | Sede         |
| -------------- | --------------------- | --------- | ------------ |
| 8 maggio 2016  | Sri Lanka ― Singapore | 33–17     | Kuala Lumpur |
| 8 maggio 2016  | Malaysia ― Filippine  | 10–15     | Kuala Lumpur |
| 11 maggio 2016 | Filippine ― Singapore | 24–28     | Kuala Lumpur |
| 11 maggio 2016 | Malaysia ― Sri Lanka  | 42–17     | Kuala Lumpur |
| 14 maggio 2016 | Sri Lanka ― Filippine | 25–21     | Kuala Lumpur |
| 14 maggio 2016 | Malaysia ― Singapore  | 40–20     | Kuala Lumpur |

|  | Squadra   | G | V | N | P | P+ | P- | P±  | B | PT |
|  | --------- | - | - | - | - | -- | -- | --- | - | -- |
|  | Malaysia  | 3 | 2 | 0 | 1 | 92 | 52 | +40 | 3 | 11 |
|  | Sri Lanka | 3 | 2 | 0 | 1 | 75 | 80 | -5  | 1 | 8  |
|  | Filippine | 3 | 1 | 0 | 2 | 60 | 63 | -3  | 3 | 7  |
|  | Singapore | 3 | 1 | 0 | 2 | 65 | 97 | -32 | 1 | 5  |

## Divisione 2
|  | Semifinali          | Semifinali          | Semifinali          |                     |            | Finale          | Finale          | Finale          |  |
|  |                     |                     |                     |                     |            |                 |                 |                 |  |
|  | Thailandia          | Thailandia          | 25                  |                     |            |                 |                 |                 |  |
|  | Thailandia          | Thailandia          | 25                  |                     |            |                 |                 |                 |  |
|  | Guam                | Guam                | 16                  |                     |            |                 |                 |                 |  |
|  | Guam                | Guam                | 16                  |                     | Thailandia | Thailandia      | 18              |                 |  |
|  |                     |                     |                     |                     | Thailandia | Thailandia      | 18              |                 |  |
|  |                     |                     | Emirati Arabi Uniti | Emirati Arabi Uniti | 70         |                 |                 |                 |  |
|  | Emirati Arabi Uniti | Emirati Arabi Uniti | Emirati Arabi Uniti | Emirati Arabi Uniti | 70         | 63              |                 |                 |  |
|  | Emirati Arabi Uniti | Emirati Arabi Uniti |                     |                     |            | 63              |                 |                 |  |
|  | Uzbekistan          | Uzbekistan          | 13                  |                     |            | Finale 3º posto | Finale 3º posto | Finale 3º posto |  |
|  | Uzbekistan          | Uzbekistan          | 13                  |                     |            |                 |                 |                 |  |
|  |                     |                     |                     |                     |            |                 |                 |                 |  |
|  |                     |                     |                     |                     |            | Guam            | Guam            | 23              |  |
|  |                     |                     |                     |                     |            | Guam            | Guam            | 23              |  |
|  |                     |                     |                     |                     |            | Uzbekistan      | Uzbekistan      | 22              |  |

## Divisione 3

### Est
Solo due nazionali si presentarono in Thailandia per la disputa della terza divisione Est del campionato asiatico.
Il torneo fu quindi una gara unica allo stadio Regina Sirikit, impianto nell'hinterland settentrionale di Bangkok, tra Indonesia e Laos, vinta da quest'ultimo per 48-12.
| Pathum Thani 5 novembre 2016, ore 15:45 UTC+7 | Indonesia | 12 – 48 referto                                                                   | Laos | Queen Sirikit Stadium |
| Atkinson 62’ Field 69’ mt 17’, 22’, 39’, 48’ Luangrath 27’ Chittapong 31’, 55’ Xaysongkham 79’ Phoutthavong Field 62’ tr 27’, 48’, 55’, 79’ Chaleunesouk |           |                                                                                   |      |                       |
| |           |                                                                                   |      |                       |
| Atkinson 62’ Field 69’ | mt        | 17’, 22’, 39’, 48’ Luangrath 27’ Chittapong 31’, 55’ Xaysongkham 79’ Phoutthavong |      |                       |
| Field 62’ | tr        | 27’, 48’, 55’, 79’ Chaleunesouk                                                   |      |                       |

### Ovest
| Data           | Incontro                                | Risultato | Sede  |
| -------------- | --------------------------------------- | --------- | ----- |
| 26 aprile 2016 | Giordania ― Emirati Arabi Uniti Shaheen | 41–12     | Amman |
| 29 aprile 2016 | Giordania ― Arabia Saudita              | 43–13     | Amman |

|  | Squadra             | G | V | N | P | P+ | P- | P±  | B | PT |
|  | ------------------- | - | - | - | - | -- | -- | --- | - | -- |
|  | Giordania           | 2 | 2 | 0 | 0 | 84 | 25 | +59 | 2 | 10 |
|  | Emirati Arabi Uniti | 1 | 0 | 0 | 1 | 12 | 41 | -29 | 0 | 0  |
|  | Arabia Saudita      | 1 | 0 | 0 | 1 | 13 | 43 | -30 | 0 | 0  |

### Centro-Ovest
| Data           | Incontro       | Risultato | Sede |
| -------------- | -------------- | --------- | ---- |
| 16 aprile 2016 | Qatar ― Iran   | 35–12     | Doha |
| 19 aprile 2016 | Iran ― Libano  | 12–34     | Doha |
| 22 aprile 2016 | Qatar ― Libano | 25–19     | Doha |

|  | Squadra | G | V | N | P | P+ | P- | P±  | B | PT |
|  | ------- | - | - | - | - | -- | -- | --- | - | -- |
|  | Qatar   | 2 | 2 | 0 | 0 | 60 | 31 | +29 | 2 | 10 |
|  | Libano  | 2 | 1 | 0 | 1 | 53 | 37 | +16 | 2 | 6  |
|  | Iran    | 2 | 0 | 0 | 2 | 24 | 69 | -45 | 0 | 0  |